# Tadeusz Kraszewski
Tadeusz Józef Modest Kraszewski (ur. 12 stycznia 1903 w Kole, zm. 4 kwietnia 1973 w Poznaniu) – polski pisarz, dziennikarz, literat. Autor m.in. powieści Robin Hood (cz. II Marianna, żona Robin Hooda) (1949), Wóz wagantów (1956) czy Pan Filip z Konopi. Powieść z czasów saskich (1964).

## Życiorys
Syn Mieczysława i Walerii z Mrożewskich. Uczęszczał do Szkoły Podstawowej nr 1 w Kole, a po jej ukończeniu, w latach 1913–1914 do Szkoły Realnej w Kaliszu.
Po wybuchu I wojny światowej wraz z rodziną dwa miesiące przebywał w Moskwie, a następnie w Piotrogrodzie, gdzie ukończył 5 klas Szkoły Realnej. Po powrocie do Koła był jednym z założycieli męskiego hufca harcerskiego i jego pierwszym komendantem. Po wybuchu wojny polsko-bolszewickiej zgłosił się na ochotnika do wojska i dostał się do niewoli radzieckiej, następnie przez rok pracował przy budowie kolei w rejonie Murmańska. Następnie powrócił do Koła i podjął naukę w kolskim gimnazjum, w którym w 1922 roku zdał maturę.
Po maturze rozpoczął studia polonistyczne na Uniwersytecie Warszawskim, a od 1925 kontynuował naukę na Uniwersytecie im. Adama Mickiewicza w Poznaniu. Po ukończeniu studiów w 1928 roku pozostał w Poznaniu, gdzie związał się ze środowiskiem endecji. Od 1928 roku pracował jako redaktor w „Ilustracji Polskiej”, a od 1929 roku w „Kurierze Poznańskim”. Od 1929 był działaczem Syndykatu Dziennikarzy Polskich.
Od sierpnia 1939 roku służył w Obronie Narodowej. Brał udział w walkach Armii „Poznań”, a podczas bitwy nad Bzurą został ciężko ranny. Po zakończeniu kampanii wrześniowej zamieszkał w Jędrzejowie, a w 1941 roku przeniósł się do Warszawy. W okresie okupacji współorganizował kursy dziennikarskie w ramach Tajnego Uniwersytetu Ziem Zachodnich, redagował także artykuły dla prasy podziemnej. W sierpniu 1944 został wysiedlony z Warszawy, w lutym 1945 powrócił do Poznania.
Od kwietnia do sierpnia 1945 znajdował się w ekipie Pełnomocnika Rządu ds. przejmowania dóbr kultury w Szczecinie, następnie w Zachodniej Agencji Prasowej, której był współzałożycielem, dyrektorem i zastępcą naczelnego redaktora. W latach 1946–1949 prowadził seminarium dziennikarskie na Uniwersytecie Poznańskim. W latach 1949–1956 pracował jako korektor w PZWS w Poznaniu. W 1956 należał do inicjatorów i pierwszych pracowników Wydawnictwa Poznańskiego, a od 1957 powrócił do pracy w reaktywowanej Zachodniej Agencji Prasowej. W 1968 przeszedł na emeryturę.
Zmarł w 1973 roku i został pochowany na Cmentarzu Junikowo w Poznaniu.
Był odznaczony m.in. Krzyżem Oficerskim Orderu Odrodzenia Polski.

## Twórczość
Autor powieści dla młodzieży (Skarb w starym zamku, Poznań-Warszawa-Lublin-Wilno 1939), powieści sensacyjnych (Skradziony gwóźdź, Poznań 1972), a także wierszy dla dzieci (Dzięcioł i jeż), Ptaki i zwierzaki – zestaw wierszy przybliżających środowisko zwierząt i ptaków – radości i smutki, warunki, w jakich żyją. Autor m.in. wielokrotnie wznawianej powieści Robin Hood (i cz. II pt. Marianna, żona Robin Hooda) (1949), Wóz wagantów (1956) czy Pan Filip z Konopi. Powieść z czasów saskich (1964).

## Życie prywatne
Żonaty od 1931 roku z dziennikarką Walerią Barbarą Pietrzyk, wychowali czwórkę dzieci.